# Municipium DD
 (Municipium Dardanorum) је био римски град чији је живот трајао од II до IV века нове ере, а његови остаци се налазе у атару насеља Сочанице, код Ибра. Током средњег века, у близини се развио утврђени град Галич.
Централни део локалитета (градски форум, храм, базилика и терме ) лоцирани су између асфалтног пута Рашка – Косовска Митровица и обале реке Ибра, док се према западу граничи са локалним путем за село Вуча, а на истоку Сочаничком реком и тај део града је најбоље истражен. Главно насеље, оно које је познато као Municipium DD, захвата површину од 30 хектара. 
Систематска истраживања на локалитету вршена су у 1960—1961 и 1963—1965. године. Археолошким радовима откривени су остаци форума, базилике, делови терми, остаци кућа, улица некропола и многобројни други предмети (керамика, оруђе, накит итд). Најзначајнија грађевина централног дела града је Форум. То је правоугаони простор оријентисан север-југ, величине 38х25 метара омеђене са источне и западне стране редом од по седам стубова. Са источне и западне стране простора изграђене су по једна правоугаона просторија, готово идентичне по величини и начину градње. Грађевине имају по два улаза. На северном делу Форума, по средини између бочних просторија на платформи издигнутој 1,10 метара налази се значајан храм посвећен Антиноју, рано преминулом љубимцу цара Хадријана. После смрти Хадријана избрисани су трагови који подсећају на Антиноју у Сочаници и само захваљујући у грађевинском шуту нађена је плоча са натписом посвећеном Хадријану која показује да је храм на Форуму био подигнут у времену између 136. и 138. године н. е.
Јужно од Форума, на површини од 880 m2 откривени су остаци базилике димензија 16,50 х 55,00 метара. Функција базилике била је у блиској вези са Форумом за које се поуздано зна да је служио за складиштење продукта олова и племенитих метала откопаних у оближњим рудницима на Копаонику и Рогозни. У базилици су се, свакако, обављали трговачки и економски послови и трансакције, као и други послови. У непосредној близини града преко реке Ибар био је камени римски мост који је повезивао Municipium DD са Рогозном и рудницима на овој планини. Остаци каменог стуба моста и данас се добро распознају, нарочито у средини вира, тзв. „Чивутан“.
Насеље Municipium DD доживљава обнову у III веку н. е., у времену владавине Диоклецијана када се преуређује Форум, изграђује базилика, подижу мале терме и низ других објеката, али живот насеља није дуго трајао – стотинак година касније Municipium DD губи свој значај и нестаје са историјске позорнице.